# Хосе Іларіо Лопес
Хосе Іларіо Лопес Вальдес (ісп. José Hilario López Valdés; 18 лютого 1798 — 27 листопада 1869) — колумбійський військовик, дипломат і політик, 5-й президент Республіки Нова Гранада.

## Біографія
Народився 1798 року в Попаяні. В 14-річному віці вступив до лав повстанської армії й під час однієї з битв потрапив у полон до іспанців. Був засуджений до страти, втім смертну кару було замінено на службу в іспанській армії. 1819 року отримав прощення та був звільнений.
1820 року Лопес вступив до лав війська Болівара, брав участь у бойових діях у Венесуелі. 1823 року був призначений на пост військового губернатора провінції Каука.
1828 року Болівар проголосив себе диктатором та видав нову конституцію, спрямовану на створення централізованої держави. В відповідь Лопес разом із генералом Обандо підбурили повстання в Тімбіо. 12 листопада 1828 року їхні війська захопили Попаян, змусивши Болівара підписати з ними угоду.
1830 року Болівар вийшов у відставку з посту президента. Політичний вакуум призвів у вересні до перевороту, здійсненому генералом Урданетой. 10 листопада того ж року Обандо зібрав у Бузі Асамблею, що закликала до боротьби проти диктатури. В лютому 1831 року об'єднані сили Обандо та Лопеса перейшли в наступ, і Урданета погодився на мирні перемовини, повернувши наприкінці квітня владу законному президенту.
Після розпаду Великої Колумбії й утворення республіки Нова Гранада Лопес 1832 року став військовим командувачем Боготи, а до 1834 — губернатором Картахени-де-Індіас. Потім був міністром оборони та флоту, послом у Ватикані, міністром зовнішніх відносин, державним радником, сенатором.
1849 року Лопеса було обрано на пост президента Нової Гранади за підтримки промисловців. Його адміністрація заборонила рабство, створила земельне законодавство, підтримала відокремлення церкви від держави, свободу преси й федералізацію країни. Заборона рабства спровокувала повстання в Кауці під керівництвом Хуліо Арболеди; уряд придушив повстання силою.
Вийшов у відставку 1853 року. За рік після виходу у відставку, коли в Новій Гранаді було встановлено диктатуру генерала Хосе Марії Мело, Лопес брав участь у її поваленні. Під час громадянської війни 1859 року Лопес долучився до сил лібералів-радикалів. 1865 року Лопес знову балотувався на посаду президента, втім програв Москері. Коли 1867 року останнього було усунуто від влади в результаті військового перевороту, Лопес очолив збройні сили в тимчасовому уряді Акости.
У подальшому Лопес пішов з політики. Помер 1869 року в Нейві.